# 幸陽船渠
幸陽船渠株式会社（こうようせんきょ）は、かつて存在した日本の造船メーカーである。

## 概要
今治造船グループに属する中手造船所として、新造船建造を主力事業としてきた。
2014年2月1日に今治造船によって吸収合併され、今治造船 広島工場となった。
建造設備として、ゴライアスクレーン を、800t級を4基、200t級を2基、計6基所有している。設備規模は今治造船の建造所で最大級。
大規模な設備を利用してコンテナ船、バラ積み運搬船、タンカーといった大型船舶の建造を行っている。
また、2002年には高度な技術を要するLNG船、2007年には超大型コンテナ船（8100TEU）の建造に中手造船所として初めて着手している。特に、超大型コンテナ船の建造は、アイ・エイチ・アイ マリンユナイテッド、三菱重工に続いて日本で3番目に建造することになった。
日本で建造された船舶の中で、技術的、芸術的、社会的に優れた船を日本船舶海洋工学会が表彰する「シップ・オブ・ザ・イヤー2008」の大型貨物船部門賞に、当社建造のLNG船（液化天然ガス運搬船）「TRINITY ARROW」が選ばれた。
2009年10月LRQAジャパンよりOHSAS18001の認証を取得し、安全面強化。
元参議院議員の溝手顕正は過去に同社の副社長、社長を務めた。

## 沿革
- 1949年（昭和24年）- 幸陽船渠株式会社として設立
- 1953年（昭和27年）- 第1番船完工
- 1974年（昭和49年）- 第5号船渠、第2号船渠新設、200tゴライアスクレーン2基設置
- 1986年（昭和61年）- 今治造船グループの一員に
- 1995年（平成7年）- 第1号造船船渠、800tゴライアスクレーン1基設置
- 1999年（平成11年）- ISO 9001取得
- 2002年（平成14年）- 第5号造船船渠新設、800tゴライアスクレーン1基設置
- 2005年（平成17年）- ISO 14001取得
- 2005年（平成17年）- 第5号造船船渠、800tゴライアスクレーン1基設置
- 2008年（平成20年）- 第1号造船船渠、800tゴライアスクレーン1基設置
- 2008年（平成20年）- LNG船「TRINITY ARROW」が「シップ・オブ・ザ・イヤー2008」大型貨物船部門賞受賞
- 2009年（平成21年）- OHSAS18001の認証を取得
- 2010年（平成22年）- 広島エアポートビレッジ開発の所有するゴルフ場を買収
- 2014年（平成26年）- 今治造船によって吸収合併され、今治造船 広島工場となる

## 事業所及び建造能力
- 本社工場 : 広島県三原市幸崎町能地544番地13
  - 第1号造船船渠 : L 378.0m × B 59.0m
  - 第5号造船船渠 : L 350.0m × B 56.0m
  - 第1号船渠 : L 250.0m × B 38.0m
  - 第2号船渠 : L 300.0m × B 45.0m

- 東京支社
- 阪神事務所
- 香港事務所